# تاريخ فيروس كورونا

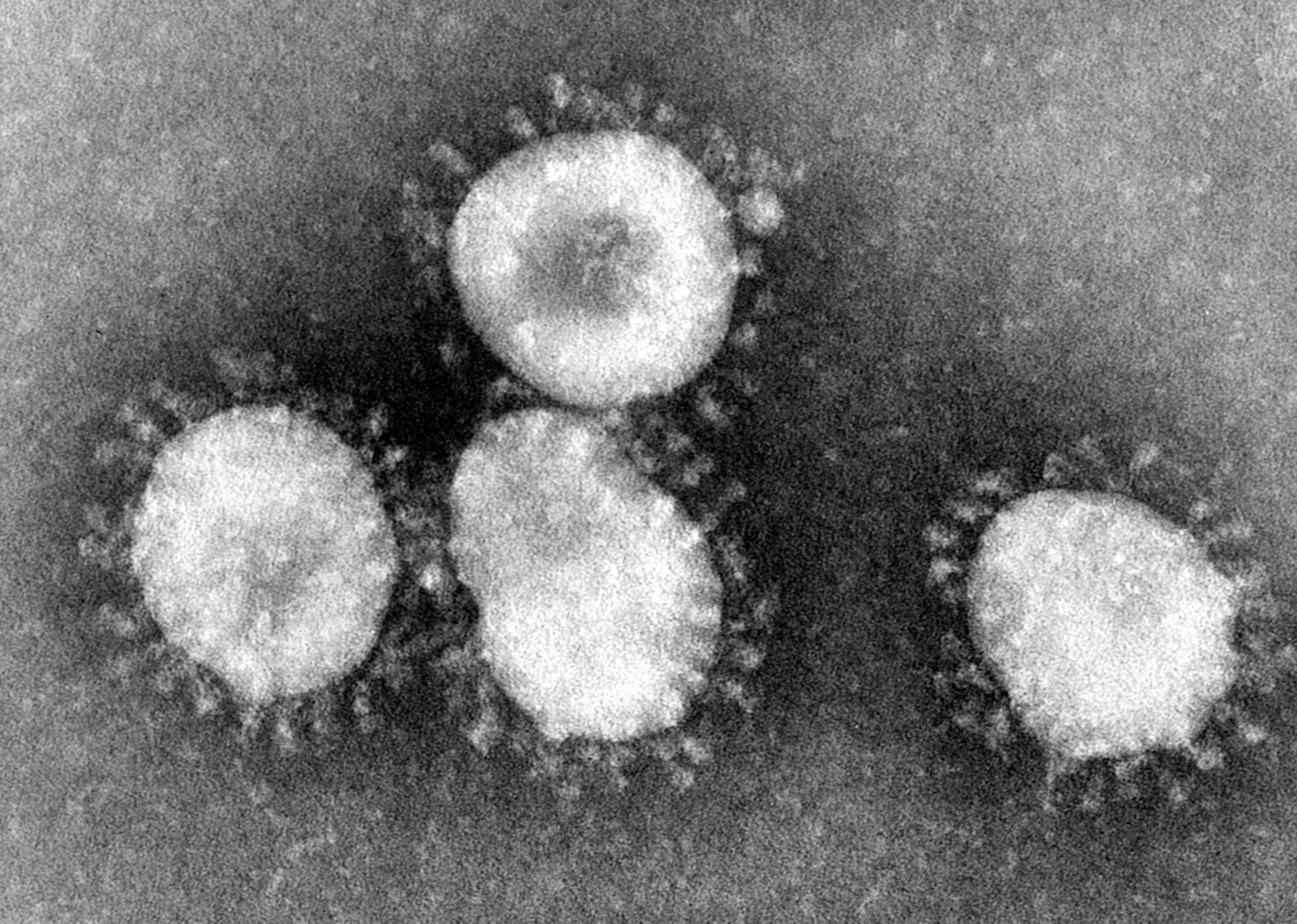

تاريخ فيروسات كورونا هو انعكاس لاكتشاف الأمراض الناتجة عن فيروسات كورونا (الفيروسات التاجية) والتعرف على هذه الفيروسات. يبدأ هذا التاريخ بالتقرير الأول الذي يذكر نوعًا جديدًا من أمراض الطرق التنفسية العلوية الذي أصاب الدجاج في ولاية داكوتا الشمالية في الولايات المتحدة الأمريكية عام 1931. عُرف أن العامل المسبب للمرض هو فيروس عام 1933. بحلول عام 1936، تعرف العلماء على المرض والفيروس كشكل مميز من الأمراض الفيروسية الأخرى. عُرف الفيروس الجديد باسم فيروس التهاب القصبات المعدي (آي بي في)، لكن تسميته أُعيدت رسميًا في وقت لاحق ليصبح اسمه الجديد الفيروس التاجي الطيري.
اكتُشف مرض دماغي جديد لدى الفئران (التهاب الدماغ والنخاع الجرذي) عام 1947 في كلية الطب التابعة لجامعة هارفارد في بوسطن. دُعي الفيروس المسبب للمرض باسم جي إتش إم (نسبة لجون هاورد مولر عالم الأمراض في هارفارد). بعد ثلاث سنوات، أعلن المعهد الوطني للبحوث الطبية في لندن عن فيروس التهاب كبد جديد يصيب الفئران. عُرف هذا الفيروس باسم فيروس التهاب الكبد لدى الفئران (إتش إم في).
في عام 1961، عُزل فيروس من جسم طفل في مدينة إبسوم الإنجليزية كان يعاني من نزلة برد. أُكد أن العينة المعروفة باسم بي 814 كانت تحوي فيروسًا مستجدًا عام 1965. إضافة إلى ذلك، جُمعت فيروسات جديدة مسببة للبرد الشائع (معروفة باسم العينة 229 إي) من قبل طلاب طب في جامعة شيكاغو عام 1966. كشف التحليل البنيوي لفيروسات آي بي في وإم إتش في وبي 18 و229 إي باستخدام المجهر الإلكتروني النافذ أنها كانت تنتمي جميعًا إلى المجموعة ذاتها من الفيروسات. باستخدام مقارنة مهمة عام 1067، ابتكر كل من جون ألميدا وديفيد تيريل اسم فيروس كورونا (الفيروس التاجي) الذي يجمع هذه الفيروسات، إذ اتصفت جميعًا بوجود بوارز شعاعية شبيهة بالتاج (معروفة باسم النواتئ) على سطحها.
اكتُشف عدد من الفيروسات التاجية في الخنازير والكلاب والقطط والقوارض والأبقار والخيول والجمال والحوت الأبيض والطيور والخفافيش. اعتبارًا من عام 2020، عُرف 39 نوعًا مختلفًا من الفيروس التاجي. لوحظ أن الخفافيش هي المصدر الأغنى لسلالات مختلفة من الفيروسات التاجية. ظهرت الفيروس التاجية جميعًا من سلف مشترك منذ نحو 293 مليون سنة. ظهرت الأنواع المنتقلة حيوانيًا إلى البشر مثل فيروس كورونا المرتبط بالمتلازمة التنفسية الحادة الشديدة (سارس كوف) وفيروس كورونا المرتبط بمتلازمة الشرق الأوسط التنفسية (ميرس كوف) وفيروس كورونا المرتبط بالمتلازمة التنفسية الحادة الشديدة 2 (سارس كوف 2) خلال العقدين الماضيين وسببت الجائحات العالمية الأولى في القرن الحادي والعشرين.

## اكتشاف فيروس كورونا لدى الدجاج
كان آرثر فردريك شالك وميري سي. فاون من كلية الزراعة في جامعة داكوتا الشمالية أول من أعلن عن ما عُرف لاحقًا بمرض فيروس كورونا لدى الدجاج. يشير بحثهما المنشور في دورية الجمعية الأمريكية للطب البيطري عام 1931 إلى وجود مرض تنفسي جديد يصيب بشكل خاص الدجاج من عمر يومين حتى ثلاثة أسابيع. وصفا الفيروس بأنه «نوع من الأمراض التنفسية الجديدة غالبًا يصيب الدجاجات الصغيرة». تضمنت الأعراض ضيقًا شديدًا في التنفس وضعفًا عامًا. كانت الإصابة معدية وشديدة الفوعة الإنتانية. انتقل المرض بسهولة من خلال التواصل المباشر بين الدجاج أو نقل المفرزات التنفسية القصبية مخبريًا من الدجاج المصاب إلى السليم. وصل معدل الوفاة الأقصى للمرض إلى 90%.
لم يكن العامل المسبب معروفًا. وضع تشارلز دي هدسون وفريد روبرت بوديت من مركز نيوجيرسيس للتجارب الزراعية في مقاطعة نيو برونزويك الكندية فرضية عام 1932 تقول إن فيروسًا يمكن أن يكون السبب وسمياه «فيروس التهاب القصبات المعدي». لكن هذا الاسم مثل مغالطة بسبب وجود مرض آخرمعروف باسم التهاب البلعوم والقصبات المعدي في ذلك الوقت، والذي ذكرت التقارير تسببه بأعراض مشابهة لكنه كان يصيب الدجاجات البالغة بشكل أساسي. كما ذكر بوديت لاحقًا عام 1937، كان المرض الذي وصفه هو التهاب البلعوم والقصبات المعدي قائلًا: «يقال إن التهاب البلعوم والقصبات المعدي هو الاسم الصحيح لهذا المرض بدلًا من التهاب القصبات المعدي.. إضافة إلى ذلك، يُعتبر اللهاث المقبول عادة على أنه وصفي لهذا المرض عرضًا شائعًا أيضًا في التهاب القصبات المعدي (داء اللهاث، التهاب القصبات لدى الدجاج)». استُخدم كل من مصطلح التهاب القصبات المعدي والتهاب البلعوم والقصبات المعدي بشكل مشترك دون التمييز بينهما.
درس كل من ليلاند ديفيد بوشنيل وكارل ألفريد براندلي من مركز كانساس للتجارب الزراعية حالة مشابهة دون أن يعلما بالتطورات الأخيرة، سُميت الحالة باسم «داء اللهاث» بسبب العرض الواضح. عرفا المرض منذ عام 1928. أشار تقريرهما الصادر عام 1933 باسم «التهاب البلعوم والقصبات عند الصيصان» والمنشور في دورية بولتري ساينس إلى فرق واضح بين التهاب القصبات المعدي والتهاب البلعوم والقصبات المعدي لأن العضو الأساسي المصاب هو القصبات في التهاب القصبات المعدي. تؤدي إصابة القصبات إلى لهاث شديد وموت سريع بسبب عدم القدرة على تناول الطعام. وُجد أيضًا أن العوامل الممرضة لا يمكن أن تكون بكتيريا أو طفيليات وحيدة الخلية لأن العامل الممرض يخترق الأغشية المخاطية (فلتر بيركفيلد) التي لا تسمح للبكتيريا والطفيليات بالعبور. أُعلن عن عزل العامل الممرض وتحديد نوعه بالشكل التالي:
«في عدد من التجارب أعدنا إنتاج المرض لدى الدجاج من خلال حقن المادة المرشحة بفلتر بيركفيلد ضمن الرغامى وتحت الجلد وداخل البريتوان (الغشاء المصلي البطني). طورت الدجاجات أعراض اللهاث الوصفية بعد عدة فترات حضانة، إذ طورت مجموعات مختلفة من الدجاجات أولى الأعراض بعد فترة ستة أو 17 أو 19 إلخ.. يومًا من تلقي الرشاحة المعدية... يمكن نقل العامل الممرض أيضًا عن طريق رشاحات أنسجة الطحال والكبد والكلية المصابة ونقل الدم العقيم من البكتيريا».
كان هذا اكتشاف فيروس التهاب القصبات المعدي (آي بي في). لكن بوشنيل وبراندي قدما تعليقًا خاطئًا بقولهما «تعتبر الأعراض والآفات المشاهدة لدى الصيصان [الناتجة عن آي بي في] مشابهة لتلك الملاحظة في المرض المدعو باسم التهاب البلعوم والقصبات لدى الطيور البالغة وهي تعود غالبًا إلى العامل الممرض ذاته.
في عام 1936، أعاد جيري رايموند بيتش وأوسكار وليام شلام من جامعة كاليفورنيا في بيركلي اختبار تجربة بوشنيل وبرادي مع الاعتراف بنتيجة كون التهاب البلعوم والقصبات المعدي ينتج عن الإصابة بفيروس مختلف عن ذلك المسبب لالتهاب القصبات المعدي. (كان بيتش قد اكتشف فيروس التهاب البلعوم والقصبات المعدي عام 1931). وصلا إلى النتيجة التالية:
- وُجد أن الدجاجات المتعافية من العدوى بواحدة من السلالتين الفيروسيتين كانت مقاومة للإصابة بأي من الفيروسين. وُجد أيضًا أن مصول الدجاجات التي تعافت من العدوى بسلالة فيروسية تقضي على الفيروس بغض النظر عن سلالته. تظهر هذه النتيجة هوية السلالتين المعروفتين من الفيروس.
- كانت الدجاجات المقاومة للإصابة بهذا الفيروس معرضة للإصابة بفيروس التهاب البلعوم والقصبات المعدي. بشكل مشابه، كانت الدجاجات المقاومة للفيروس الأخير معرضة للإصابة بالأول. تبدي هذه النتائج أن الفيروسين كانا مختلفين أحدهما عن الآخر.

تمكن هدسون وبوديت لاحقًا عام 1937 من زرع فيروس آي بي في للمرة الأولى باستخدام أجنة الدجاج. أصبحت العينة المعروفة باسم سلالة بوديت أول فيروسات كورونا بالحصول على تنميط جيني كامل عام 1987.

## اكتشاف فيروسات كورونا لدى البشر
اكتُشفت الفيروسات التاجية لدى البشر كجزء من مجموعة كبيرة من الفيروسات التي تسبب البرد الشائع. ظهرت الأبحاث العلمية المتوجهة إلى دراسة البرد الشائع عندما أسس مجلس البحث العلمي الطبي ووزارة الصحة البريطانية وحدة الأبحاث العلمية المختصة بالبرد الشائع (سي سي آر يو) في مدينة سالزبوري عام 1946. بإشراف من كريستوفر هاورد أندروز اكتشف فريق مختبر البحث عدة فيروسات متل فيروسات الإنفلونزا والفيروسات نظيرة الإنفلونزا والفيروسات الأنفية التي تسبب البرد الشائع.
انضم ديفيد آرثر جون تيريل إلى وحدة أبحاث البرد الشائع عام 1957 وخلف أندروز في الإشراف عليها عام 1962. طور طريقة لإنماء الفيروسات الأنفية باستخدام الخلايا الظهارية الأنفية للمرة الأولى عام 1960. طور فريقه بعد فترة قصيرة مفهومًا لتصنيف فيروسات البرد الشائع بشكل عام إلى مجموعتين: المجموعة الأولى المعروفة بالمجموعة إتش، والتي لا يمكن الحفاظ عليها إلى في الخلايا الجنينية الكلوية البشرية، والمجموعة الأخرى المعروفة باسم المجموعة إم، والتي يمكن الحفاظ عليها عند الزرع في الخلايا الجنينية الكلوية البشرية والخلايا الجنينية الكلوية للقرود. بحلول ذلك الوقت، كان من الممكن للكثير من فيروسات البرد الشائع أن تنمو في كل من وسطي الزرع وبالتالي صُنفت تبعًا لذلك.
خلال عام 1960 و1961، جمع فريق تيريل مسحات بلعومية من 170 تلميذ مدرسة مصاب بالبرد الشائع في مدرسة داخلية في مدينة إبسوم في مقاطعة سري الإنجليزية. من بين العينات القليلة التي لم يمكن زرعها في أي من أوساط الزرع، كانت العينة المدعوة باسم بي 814 والمسحوبة بتاريخ السابع عشر معدية بشكل خاص بين الأشخاص الأصحاء. لم يكن هناك دليل فيما إذا كانت العينة بي 814 بكتيريا أم فيروسًا إذ أظهرت جميع طرق الزرع البكتيري والفيروسي نتائج سلبية. لم يكن من الممكن الحفاظ على العامل الممرض نشطًا إلا من خلال الزرع في نسيج الرغامى البشرية ونقله مخبريًا إلى متطوعين سليمين عبر الأنف.
في عام 1965، تمكن الفريق من تأكيد أن العامل الممرض كان فيروسًا قادرًا على اختراق الفلتر، وقابلًا للعلاج بالإيثر (ما يدل على وجود غلاف شحمي محيط بالفيروس)، وقادرًا على تحريض أعراض البرد الشائع لدى الأفراد المعالجين بالمضادات الحيوية (ما يشير إلى عدم كونه بكتيريا)، وقابلًا للزرع في وسط الخلايا الظهارية الرغامية الجنينية البشرية. أظهرت الاختبارات المصلية (اختبار تفاعل الضد مع المستضد) بشكل أوضح أن الفيروس لم يكن مرتبطًا (أو متفاعلًا مع) بالأضداد (الأنماط المصلية) الخاصة بأي فيروس معروف في ذلك الوقت. كتب كل من تيريل ومالكوم إل بينو في ختام بحثهما المنشور في دورية بريتيش ميديكال جورنال الطبية البريطانية:
«بعد شكوك كبيرة في البداية، نعتقد الآن أن السلالة بي 814 تعود لفيروس غير مرتبط عمليًا بأي فيروس معروف في الجهاز التنفسي البشري، على الرغم من أنه قد يكون فيروسًا مخاطيًا بما أنه حساس على الإيثر».

لكن الباحثين ناقضا نفسيهما فيما يتعلق بهوية الفيروس إذ ذكرا ما يلي في النتائج التجريبية:
«استنتجنا أن العينة بي 814 لا تنتمي إلى أي من الفيروسات المخاطية المستخدمة، لكنها قد تكون مرتبطة بالإنفلونزا سي أو فيروسات سينداي (الفيروسات التنفسية الفأرية)».
في دراسة مستقلة أجريت في الولايات المتحدة، درس كل من دوروثي هارم وجون جي بروكنو إنتانات الطرق التنفسية بين طلاب الطب في جامعة شيكاغو. في عام 1962، حصلا على خمس عينات مرتبطة بأعراض مختلفة بشدة، وهي تسبب البرد الشائع فقط، ولا يمكن زرعها إلا في نسيج الكلية البشري الثانوي على عكس بقية فيروسات البرد التي يمكن الحفاظ عليها في الخلايا الجنينية الكلوية لدى القرود.
أشار الفحص المصلي إلى أنها ليست فيروسات مخاطية (فيروس الإنفلونزا). قدما اكتشافهما الجديد على أنه «فيروس جديد معزول من الطرق التنفسية البشرية» في دورية البيولوجيا التجريبية والطب عام 1966. درسا إحدى العينات بشكل أعمق داعين إياها باسم العينة 229 إي، وهي تنمو في وسط الزرع الصبغاني البشري (وي 38) ووصفا المراحل التطورية من خلال الفحص بالمجهر الإلكتروني النافذ لإظهار كونها تعود إلى نوع جديد من الفيروسات.